# Frank Ullrich
Frank Ullrich, född 24 januari 1958 i Trusetal i det dåvarande Östtyskland, är en tidigare östtysk skidskytt som tillhörde världseliten åren kring 1980, med flera stora titlar. Han blev 1987 landslagstränare i skidskytte för Östtyskland, efter Tysklands återförening 1990 var han även tränare för Tyskland.